# Herb gminy Będzino
Herb gminy Będzino – jeden z symboli gminy Będzino, ustanowiony 29 kwietnia 1997.

## Wygląd i symbolika
Herb przedstawia na tarczy w polu czerwonym postać czarnego byka ze złotymi rogami, trzymającego w pysku dwa złote kłosy zboża (symbolizujące rolnictwo gminy), a pod nim dwie błękitne linie faliste (symbolizujące morze).